# Eurodoc
|  | No s'ha de confondre amb Eurodac. |

Eurodoc (European Council for Doctoral Candidates and Junior Researchers) és una federació internacional fundada el 2002 que està formada per 34 associacions nacionals de aspirants a doctor i investigadors amb contracte temporal (tant predoctorals com postdoctorats) dintre la Unió Europea i el Consell Europeu. Representa investigadors de 33 països de la Unió Europea i el Consell d'Europa.
Sent una organització voluntària i sense ànim de lucre, Eurodoc s'encarrega de monitorar el benestar dels investigadors (mobilitat, condicions laborals, oportunitats laborals, especialitzacions, entrenament i supervisió doctoral...)
Així Eurodoc estableix unes directrius i recomanacions a totes les institucions (corporacions, centres educatius i d'investigació, organismes governamentals...) a la fi d'establir unes pautes en el tractament dels investigadors i aspirants a doctor europeus com ara el Procés de Bolonya o l'estratègia de Lisboa. Amb aquesta finalitat, la federació manté contacte permanent amb aquelles institucions interessades en investigació europea i educació superior, notablement l'Associació d'Universitats Europees i el Directori general d'Investigació (Comissió Europea).
Cada any, durant la primavera, Eurodoc organitza una conferència internacional amb els objectius de promocionar el contacte d'aquests investigadors amb líders europeus construint així l'Àrea europea d'investigació i educació superior.
La primera enquesta d'Eurodoc es va dur a terme entre desembre de 2008 i maig de 2011. Van participar al voltant de 7561 aspirants a doctor de dotze països (Alemanya, Àustria, Bèlgica, Eslovènia, Espanya, Finlàndia, França, Hongria, Noruega, Països Baixos, Portugal i Suècia), i aquesta informació recopilada fou emprada a escala europea per establir la política de la federació.
Eurodoc té com a finalitat aconseguir que els aspirants doctorals i investigadors siguen reconeguts en el marc europeu pel seu valor intrínsec i el seu rol essencial. Pretén així representar aquests i permetre'ls desenvolupar una vida professional plena.